# Цю Цзюй обращается в суд
«Цю Цзюй обращается в суд» («Цю Цзю обращается в суд», «Цю Цзю идёт в суд», кит. 秋菊打官司) — кинофильм режиссёра Чжан Имоу, вышедший на экраны в 1992 году. Фильм основан на новелле Чэнь Юаньбиня «Тяжба семьи Вань».

## Сюжет
Цю Цзюй — жена крестьянина Вань Цинлая, который в результате ссоры был серьёзно избит деревенским старостой Ваном. Поскольку староста не чувствует себя виноватым, Цю Цзюй обращается к местному чиновнику Ли, чтобы тот урегулировал спор. Ли убеждает старосту компенсировать пострадавшему расходы на лечение, однако Цю Цзюй не удовлетворена этим решением: ей нужны не деньги, а извинения Вана. Поэтому она решает жаловаться в вышестоящие инстанции и, несмотря на большой срок беременности, даже готова отправиться в далёкую столицу провинции, лишь бы добиться справедливости.

## Реализм
В своё время фильм стал откровением для западного зрителя, дав ему возможность прикоснуться к повседневной жизни китайской глубинки. В ленте задействовано лишь четыре профессиональных актёра (в ролях Цю Цзюй, её мужа, старосты и чиновника Ли), все остальные — обычные сельские и городские жители; ряд сцен был снят с помощью скрытой камеры, чтобы запечатлеть повседневную жизнь людей. В то же время, некоторые критики обвинили режиссёра в некоторой идеализации китайской бюрократии и деревенской действительности. Как сказал режиссёр Чжан Имоу, «я стремился к реализму, потому что чувствовал, что это лучший способ передать истинный дух и простоту людей из китайской глубинки, которые для меня служат сердцем и душой самого Китая».
По утверждению Джанет Маслин, обозревателя газеты The New York Times, фильм «ещё раз подтверждает высокий уровень Чжан Имоу как рассказчика и экстраординарного социолога, а также как художника необычайной чувствительности и проницательности». Кинокритик Роджер Эберт, отметив вероятное влияние итальянского неореализма, писал: «Одно из удовольствий фильма состоит в том, чтобы наблюдать будничный Китай, который возникает на экране неподготовленным и естественным».

## В ролях
- Гун Ли — Цю Цзюй
- Лю Пэйци[англ.] — Вань Цинлай, муж Цю Цзюй
- Ян Лючунь — Мэйцзы, сестра Цинлая
- Лэй Кэшэн[кит.] — Ван Шаньтан, деревенский староста
- Гэ Чжицзюнь — чиновник Ли

## Награды и номинации
- 1992 — 5 призов Венецианского кинофестиваля: «Золотой лев» (Чжан Имоу), Кубок Вольпи за лучшую женскую роль (Гун Ли)[7], премия «Мальчики и кинематограф» (итал. Ragazzi e cinema)[8], приз ЮНИСЕФ, почётное упоминание Международной католической организации кинематографических и аудиовизуальных искусств[англ.][9].
- 1992 — приз за самый популярный фильм на Ванкуверском кинофестивале[англ.] (разделил победу с австралийской комедией «Строго по правилам»)[10].
- 1992 — приз «Золотой олень» кинофестиваля[англ.] в Чанчуне[11].
- 1993 — две премии «Золотой петух»: лучший фильм, лучшая актриса (Гун Ли)[12].
- 1993 — премия «Сто цветов» за лучший фильм[13].
- 1993 — номинация на премию Национального совета кинокритиков США за лучший зарубежный фильм[14].
- 1994 — номинация на премию «Независимый дух» за лучший зарубежный фильм[15].